# Foudia
Foudia is een geslacht van zangvogels uit de familie wevers en verwanten (Ploceidae). De soorten van het geslacht worden ongeveer 12 tot 15 centimeter lang.

## Soorten
Het geslacht kent de volgende soorten:
- Foudia aldabrana – Aldabrawever
- Foudia eminentissima – Comorenwever
- Foudia flavicans –  Rodrigueswever
- Foudia madagascariensis – Madagaskarwever
- Foudia omissa – Rode boswever
- Foudia rubra – Mauritiuswever
- Foudia sechellarum – Seychellenwever